# Till världens ände
Till världens ände (tyska: Bis ans Ende der Welt) är en tysk-franska science fiction-film från 1991 i regi av Wim Wenders, med William Hurt och Solveig Dommartin i rollerna. Handlingen är en road-movie i en framtid där en kärnvapenbestyckad satellit är på väg att störta mot jorden.

## Medverkande
- William Hurt som Trevor McPhee/Sam Farber
- Solveig Dommartin som Claire Tourneur
- Sam Neill som Eugene Fitzpatrick
- Max von Sydow som Henry Farber
- Rüdiger Vogler som Phillip Winter
- Ernie Dingo som Burt
- Jeanne Moreau som Edith Farber
- Chick Ortega som Chico Remy
- Eddy Mitchell som Raymond Monnet
- Adelle Lutz som Makiko